# Handboogstraat (Amsterdam)

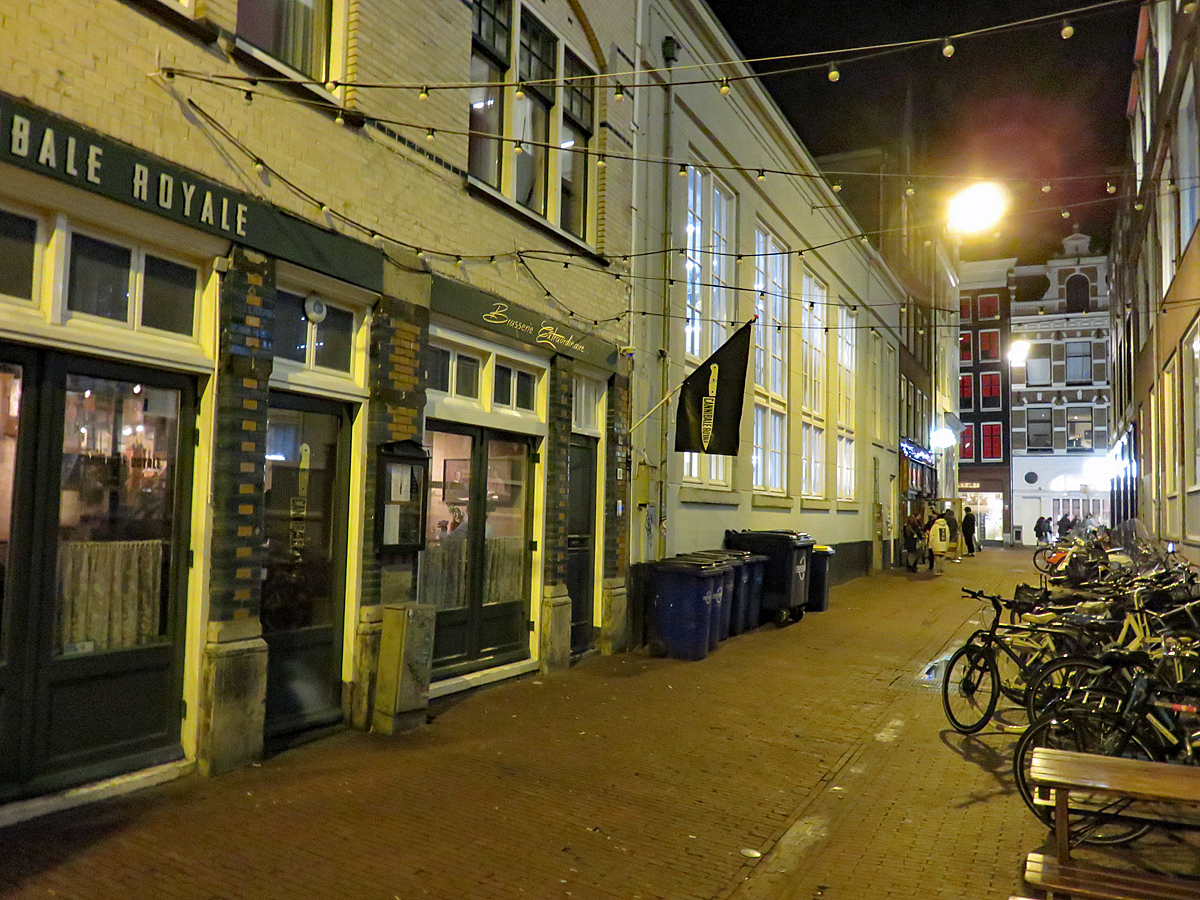
Nachtelijke impressie van de Handboogstraat, kijkend richting Heiligeweg

De Handboogstraat is een smalle straat in Amsterdam-Centrum, tussen het Spui en de Heiligeweg. Hij ligt aan de achterzijde van Singel 421-425, de Universiteitsbibliotheek van Amsterdam. De straat ligt parallel aan de Voetboogstraat en de Kalverstraat. Abusievelijk wordt hij ook wel Handboogsteeg genoemd.

## Historie
De straat dankt haar naam aan de doelen, gebouwd in 1650, waar de plaatselijke boogschutters bijeenkwamen om te oefenen. De Handboogdoelen was een van de drie doelens in Amsterdam, samen met de Voetboogdoelen en de Kloveniersdoelen. Er werd respectievelijk geoefend in schieten met de handboog, voetboog en klover, een bijnaam voor een Frans type musketgeweer. In de Handboogstraat bevindt zich nog een poortje uit 1650, dat vroeger toegang tot het schuttersterrein verschafte. Op het poortje staan pijlenkokers met pijlen, bogen en een lauwerkrans afgebeeld.
Een ander historisch element in de Handboogstraat is een gevelsteen waarop een zeemeermin wordt afgebeeld. Deze dateert vermoedelijk uit dezelfde periode als de doelen. Ze draagt in haar linkerhand een spiegel en heeft een gekrulde staart, plooien in haar buik, en zichtbare ribben. Het onderschrift leest 'De Meeremin'. Deze steen was oorspronkelijk verwerkt in de voorgevel op nummer 16. In de voorgevel van nummer 18 zat een jaartalsteen met het opschrift '1659'. Toen beide panden werden gesloopt ten behoeve van uitbreiding van de Universiteitsbibliotheek, werden de gevelstenen in de nieuwbouw verwerkt. Bij een latere verbouwing werd alleen de steen met de zeemeermin herplaatst.
In de 21e eeuw worden de aanduidingen "Handboogstraat" en "Handboogsteeg" in de volksmond door elkaar gebruikt. Historisch gezien is alleen Handboogstraat juist; deze naam komt al voor op een ervenkaart uit de ontstaanstijd, bewaard in het stadsarchief Amsterdam. Hetzelfde geldt voor de Voetboogstraat.

## Huidige gelegenheden
Op nummer 4 is het 'Huis op het Spui' gehuisvest, een Evangelisch-lutherse gemeenschap. Op nummer 11-13 was van 1977 tot 2013 de studentendiscotheek Dansen bij Jansen gevestigd. Op nummer 29 zit de befaamde coffeeshop De Dampkring, onder andere bekend als filmlocatie voor Ocean's Twelve.